# 莫雷洛斯州
莫雷洛斯州（西班牙語：Morelos）是墨西哥31个州之一，是面積第二小的州，面积4941平方公里。它像东北和西北邻墨西哥州、向北邻墨西哥城、向东邻普埃布拉州、乡西南邻格雷羅州。根据2005年的人口普查莫雷洛斯州有居民1,612,899人。
莫雷洛斯州是以墨西哥独立战争领袖之一何塞·玛丽亚·莫雷洛斯命名的。
莫雷洛斯州始终有非常强烈的革命活动，许多游击队在这里活动，为当地的正义斗争。埃米利亚诺·萨帕塔比如就是莫雷洛斯州的人，莫雷洛斯州是他的墨西哥革命的中心，今天有一座小城是以他命名的。
在西班牙被殖民前莫雷洛斯州是说納瓦特爾語的人的地域，今天在州内一些地方还有人说这种语言。

## 地理
莫雷洛斯州有五种不同的气候：冷、半冷带夏雨、冷带夏雨、半热带夏雨和热带夏雨。它有三个自然地区：北部、皮埃蒙特（中北）和南部。
莫雷洛斯州的北部是马德雷山脉的一部分，这个山脉由墨西哥中部东西走向的火山组成。其最高峰波波卡特佩特尔火山高5246米，位于莫雷洛斯州东北角同名的州立公园里。
莫雷洛斯州的州府是库埃纳瓦卡，有332,197名居民，其它重要城市有库奥特拉（145,482名居民）等。州内还有殖民时期前遗留下来的废墟霍奇卡尔科。

## 历史

### 殖民时期前
早在1890至1910年间的考古研究就已经证明莫雷洛斯州最早的居民是在公元前6000年左右在这里狩猎、打鱼以及收集植物的游牧人。
约前1500年左右这里开始有农业。1932年在莫雷洛斯州发现史前的陶罐和塑像以及三个小丘，可能是房子的遗迹。1934年又发现了一个比较大的考古地点，这里的发现包括瓷器和象形文字，说明这里有人在田野里工作。此后在莫雷洛斯州发现了多处遗迹。
9世纪特奥蒂瓦坎瓦解后莫雷洛斯州的地方发展迅速。1940年发现的重要建筑遗址类似特奥蒂瓦坎的建筑。
特奥蒂瓦坎后最重要的城市国家是霍奇卡尔科。它明显显示出玛雅等不同文化的影响。
当地的主宰是羽蛇神的祭司。其中一名祭司的儿子是935年出生的。一些资料称他与风神之子有关，并称他发明了绛红色。
1156年后他们被霍奇米尔科人取代。霍奇米尔科人是非常有技巧的农民，在商业上也非常活跃。他们建立了多座城市。
霍奇米尔科人之后在莫雷洛斯州定居的人善于种植棉花并从事纺织业，此外他们还使用树皮造纸。
14世纪中在今天的墨西哥发生了战乱，14世纪末这场战争才通过通婚暂告结束。但是和平维持不久，双方就又开始争战。
1425年战争再次爆发，莫雷洛斯州的地方被位于墨西哥州的人占领。墨西哥统治者在今天的莫雷洛斯州建造了他们避暑的地方。
墨西哥人在这里建造了一系列堡垒和金字塔。
16世纪初估计莫雷洛斯州最大的城市有五万居民，另外还有多个上万的城市。
墨西哥人把莫雷洛斯州分为两个省，这两个省都向墨西哥城进贡衣物、铠甲、羽毛、纸、玉米、豆和豆薯。

### 征服和殖民
西班牙对莫雷洛斯的征服从1520年3月开始，同年10月库埃纳瓦卡失落。
1804年亚历山大·冯·洪堡曾经到达过这里。

### 改革
1854年3月1日在莫雷洛斯州爆发了反对当时墨西哥总统安东尼奥·洛佩斯·德·桑塔·安纳的武装暴动，1855年10月1日桑塔·安纳倒台，库埃纳瓦卡被设立为首都，新发布的法律强调公民平等，取消教会和军队的特权。立宪大会召开。12月首都返回墨西哥城。
但是墨西哥和莫雷洛斯州依然发生武装冲突，农民起义攻破了多座城市，多名西班牙公民被杀，导致西班牙与墨西哥绝交。直到1860年毅然有类似的武装起义。
1858年1月13日三年战争爆发。库埃纳瓦卡是保守派的据点，而库奥特拉则是自由派的据点。1861年1月11日战争结束，贝尼托·胡亚雷斯占领墨西哥城。
1862年法国军队入侵墨西哥，莫雷洛斯州提供了一支军队抵抗，但是在5月5日的战役中被法军击败。1864年法国扶持哈勃斯堡王朝的马西米连为墨西哥皇帝，库埃纳瓦卡成为其夏宫。
马西米连改善了从墨西哥城到库埃纳瓦卡的道路，并答应建造铁路和电报，但是他不被共和党人接受，同时由于他采纳改革因此也遭到了保守党人的反对。1867年1月1日共和党军队开始了维持八日的对库埃纳瓦卡的围攻。此后不久拿破仑三世从墨西哥撤军，7月共和党胜利。
自从墨西哥独立以来莫雷洛斯始终是墨西哥州的一部分，但是1869年4月17日它独自称为一州。1870年其第一部州宪法被颁布。
莫雷洛斯州的州府被迁到库埃纳瓦卡并进行了一些改革，其中包括提高地主的税和削减立法议员的薪水。从1867年至1869年从墨西哥城到库埃纳瓦卡的电报线建成，至1875年州内各大城市之间的电报线建成。虽然州政府试图提高州民教育水平，但是由于政府金费有限没有效果。1874年5月11日州府被迁到瓜阿德拉，但是1876年1月1日又被迁回库埃纳瓦卡。
从1869年至1910年莫雷洛斯州的人口从15万增长到18万。1910年州内有六座医院和258座学校，但是只有39名真正的教师，州内90%的人是文盲。1891年莫雷洛斯教省成立。
1908年莫雷洛斯州24.5万公顷的土地被18个家庭控制。
1881年从墨西哥城到瓜阿德拉的铁路启用，1883年它到达雅乌特佩。另一条从墨西哥城到库埃纳瓦卡的铁路于1897年建成。
19世纪后半页糖价急什，从1870年至1900年莫雷洛斯州的产糖量翻了五倍，成为世界上第三重要的产糖地区。
虽然如此大家族只使用他们八分之一的地，但是还想要更多。通过占用农民的地他们为自己创造了大量廉价的劳动力。同时他们也觉得没有必要为高技术农具和肥料投资。通过一系列法律他们能够更容易地购买土地。从1884年到1905年莫雷洛斯州里有18座城市消失。不但农田被购买，连住地也被购买。为保证一座大农庄的灌溉甚至一整座城市被水库淹没。
从1900年到1910年莫雷洛斯州内爆发了一系列社会动乱。从1910年代末开始一群人开始围绕费朗西斯科·依·马德鲁组织起来。

### 革命
1910年11月20日马德鲁号召革命后在莫雷洛斯州各地发生武装暴动。
5月埃米利亚诺·萨帕塔的叛军占领瓜阿德拉，这样占领了整个莫雷洛斯州。
1911年墨西哥总统辞职并逃往国外。马德鲁自称胜利，但是萨帕塔认为假如农业问题不解决的话就不会有和平。两人无法达成协议。
1912年2月马德鲁派兵进驻莫雷洛斯州。马德鲁的军队采取三光政策，强迫所有居民移居到由他们指定的地方。
这些措施只使得萨帕塔的军队越来越强大，他们强迫大庄园付高税，拒绝赋税的庄园被焚毁。

## 县
莫雷洛斯州分33个县。
库埃纳瓦卡是莫雷洛斯州的首府。